# ウィンダミア

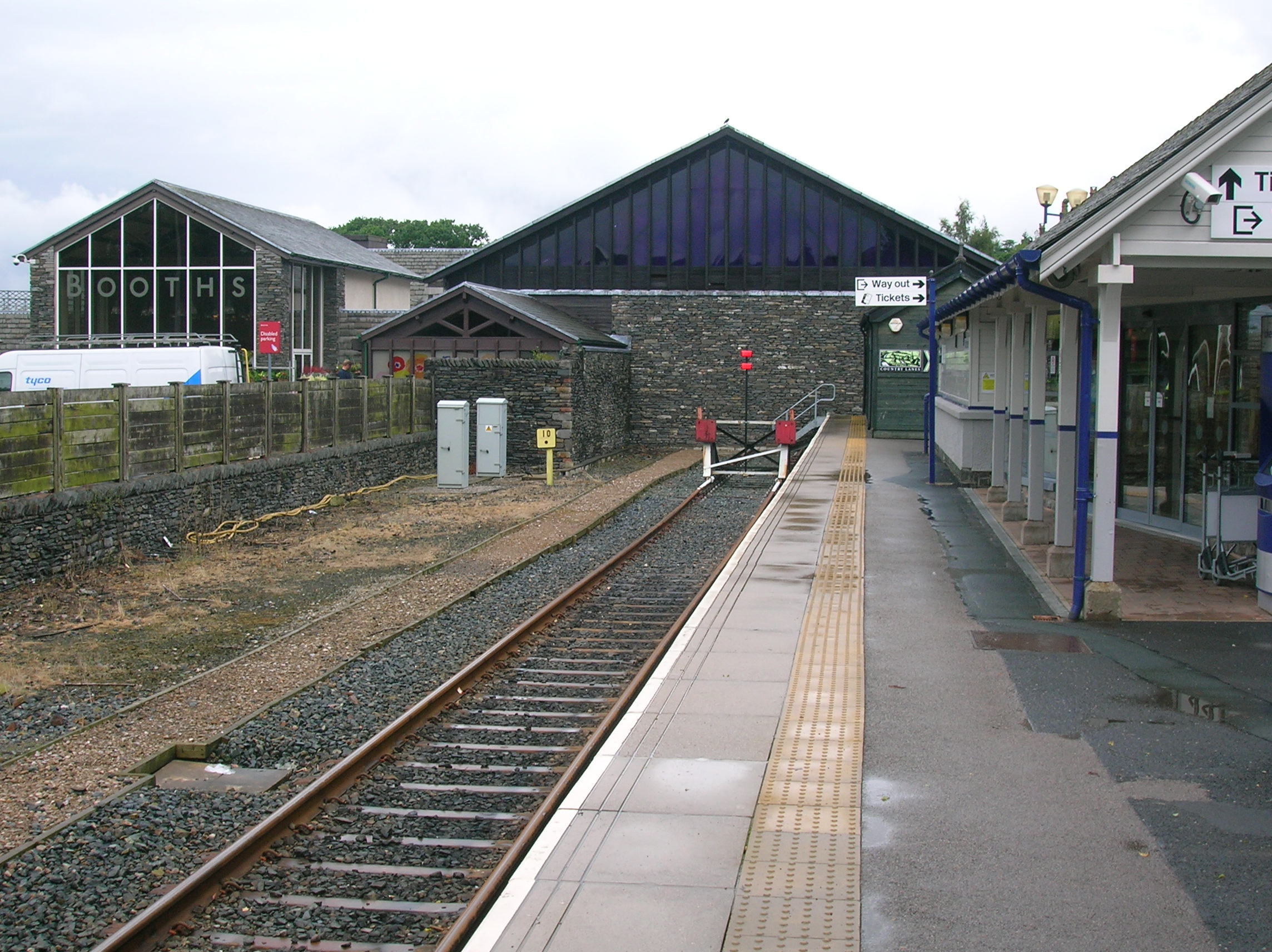
ウィンダミア駅（2008年）。後ろにあるスーパーマーケットのブースはかつて存在していたトレイン・シェッドや当初の駅の正面をモチーフに設計されている。

ウィンダミア (英語: Windermere) は、イングランド・カンブリアのサウス・レイクランド地区にあるタウンおよび行政教区である。人口は8,245人でウィンダミア湖から約半マイル (1km) 離れている。そのため、この街は湖に接しているわけではないが（地名の由来は鉄道が1847年に建設され、その時の駅が「ウィンダミア」と呼ばれたことによる）現在ではより古い湖畔の街であるボウネス＝オン＝ウィンダミアと共に成長し、2つの区別できる街中心部として維持している。博物館が数カ所あるが、主要な観光スポットはボウネスに接する丘のふもとにある湖であり（ウィンダミアの街にある一番高い地点から歩いて約20分）、美しい山々を見ることができる。ボウネスにある桟橋を発着点に湖中を回る船はアンブルサイドや再敷設された鉄道があるレイクサイドに立ち寄ることが多い。
かつて、ウェストモーランドの一部だったウィンダミアはバースウェイト (Birthwaite) としてケンダル・アンド・ウィンダミア鉄道の開通に先立ち開発が行われた。ウィンダミア駅から周辺地域だけでなくマンチェスター、マンチェスター空港、ウェスト・コースト本線と接続する列車やバスが運行されている。
周辺地域の地層は街の名前から取られているが、堆積岩のウィンダミアグループとも呼ばれている。また現在ウィンダミアに住んでいる政治家のデービッド・クラーク (David Clark, Baron Clark of Windermere) の名前が街名から取られている。

## 語源
「ウィンダミア」とは「ウィナンド (Winand) もしくはヴィナンド (Vinand) の湖」という意味とされる。「古いスウェーデンの人名であるVinandrが現在名ではVinandarと'-ar'が'-er-'に変化している。しかし、この人名はスウェーデンでは分布がかなり制限されているため、むしろ混乱を招いている。他の有力説として、大陸のゲルマン人の人名である'Winand'である。この人名は12世紀まで存在しており現存していないとされ、ON [古ノルド語]で'-ar-'が定義されている事実は古ノルド語が未だに当時現行言語となっていたことを示すとされている。」。2番目の構成部分である古英語の'mere'は湖、もしくは水たまりという意味である。

## 管轄
1894年から1974年まで都市地区評議会 (UDC) の管轄で、ボウネスが1974年まで別の行政教区となっていたことにより、1905年にボウネス＝オン＝ウィンダミアUDCを吸収している。ウィンダミアUDCは1934年にわずかながら境界が変更され、その後は1972年地方自治法により廃止され、サウス・レイクランド地区評議会に置き換わった。
なお、1968年に制定されたウィンダミアの紋章は地元の女学生がデザインした。